# Luisa Fernanda (telenovela)
Luisa Fernanda es una telenovela venezolana producida y transmitida por RCTV en el año 1999. Una historia escrita de Xiomara Moreno, está basada en la radionovela Muchachas de hoy de Inés Rodena.
Protagonizada por Scarlet Ortiz, Desideria D'Caro y Crisol Carabal con Guillermo Pérez con las participaciones antagónicas de Dora Mazzone y Ricardo Álamo. Además de las actuaciones estelares de Beatriz Valdés y Flavio Caballero.

## Sinopsis
Tres mujeres se enamoran sin medir las consecuencias de sus pasiones. Una de ellas es Luisa Fernanda, una joven rica y caprichosa pero descuidada por su padre, Ignacio Riera, quien a pesar de ser uno de los más exitosos abogados del medio capitalino, está dominado por el alcohol.
La segunda es Alejandra, su mejor amiga, que asegura haber encontrado en Fabián al hombre perfecto, pero sin conocer su estado civil. La tercera es Miriam, una mujer aplicada en los estudios. Es una muchacha pobre y del interior del país, cuyos padres campesinos hacen un gran sacrificio para pagarle los estudios en la universidad. Ella hace creer a sus compañeros que cuenta con recursos económicos, pero el engaño es difícil de mantener.
Luisa Fernanda se enamora del profesor Rodolfo Arismendi, quien debuta como docente en la universidad donde ella estudia Derecho. Él es novio de la profesora Alicia, una mujer sin escrúpulos que le vende una imagen de ángel a Rodolfo, pero que odia y envidia profundamente a Luisa Fernanda, quien decide en una apuesta, quitarle el novio a su eterna enemiga. La joven decide destruir el vehículo de Alicia estrellando un violonchelo (que además no es de ella) en su parabrisas. 
Cualquier arma es válida para seducir al profesor: la joven caprichosa juega con fuego, y termina perdidamente enamorada de Rodolfo. Se desata una guerra entre las rivales, donde la profesora actúa con gran audacia y la estudiante termina dominada por las emociones, mientras él lucha entre lo que debería hacer y lo que realmente le dicta su corazón.

## Elenco
- Scarlet Ortiz - Luisa Fernanda Riera
- Desideria D'Caro - Alejandra Rodríguez
- Crisol Carabal -  Miriam Linares
- Guillermo Pérez - Rodolfo Arismendi
- Flavio Caballero - Ignacio Riera
- Dora Mazzone - Alicia Suárez
- Beatriz Valdés - Dinora Rodríguez
- Chony Fuentes -  Doña Liliana de Arismendi
- Yul Bürkle - Gustavo Cazán
- Ricardo Álamo - Miguel Enrique Toro
- Iván Tamayo - Mauricio Toscano
- Carlos Guillermo Haydon - Víctor
- Dilia Waikkarán - Juanita
- Julio César Castro - El Topo
- Humberto García - Justo
- Jaidy Velázquez - Mariela
- Jennifer Milano - Laura Negrín
- Mariú Favaro - Leticia Toscano
- Ángel Javier Bastardo - Picure
- Yoletti Cabrera - Gladys
- Gladiuska Acosta - Bombón
- Henry Soto - Fabián Salgado
- Diana Patricia - "La Macarena"
- Víctor Rosa-Branco
- Gabriela Balbino - Dubraska
- Ricardo Malfatti
- Oscar Cabrera - Raúl
- Carlos Camacho
- Samuel González - Emilio
- Johnny Zapata - Taxista
- Manuel Sosa - (Actuación juvenil)
- Laura Muñoz
- Francis Rueda
- Alejo Felipe

## Producción
- Titular de Derechos de Autor de la obra original - Radio Caracas Televisión (RCTV) C.A.
- Producida por - Radio Caracas Televisión C.A.
- Vice-Presidente de Dramáticos: José Simón Escalona
- Escrita por: Xiomara Moreno
- Libretos: Luis Colmenares, Rossana Negrín, Xiomara Moreno
- Producción Ejecutiva: Carmen Cecilia Urbaneja
- Dirección General: Otto Rodríguez
- Producción General: José Gerardo Guillén
- Dirección de Arte: Erasmo Colón
- Dirección de Exteriores: Mateo Manaure, Luis Enrique Díaz
- Producción de Exteriores: Ana Vizoso, Mileyba Álvarez
- Dirección de Fotografía: Rafael Marín
- Edición: Ray Suárez
- Música Incidental: David Montoro
- Equipo de Producción: María Eugenia Núñez, José Manuel Espiño, Moisés Medina, Yenny Morales, Yraima Roa Montilva
- Coordinador: José Luis Arcila Araujo
- Continuidad: Victoria Orellana, Martha Rodríguez, Yaneth Rovaina
- Escenografía: Elisete De Andrade
- Ambientación: Adriana Bautista, Erika Fondis
- Diseño de Vestuario: Oscar Escobar, Carmen Helena Rivas
- Maquillaje: Miriam Calderado, Mirella Domínguez
- Estilistas: Giovanna De Falco, Rosa Lara
- Realización de Estudio: Pedro Pérez
- Operador de Audio de Estudio: Julio Barrientos
- Camarógrafos de Estudio: Jesús Fernández, William Contreras y Juan Sánchez
- Camarógrafos de Exteriores: Félix Godoy y Hancel González
- Operador de Audio de Exteriores: Osvaldo Uzcátegui
- Operador de AVID: Johan Linares
- Asesor Técnico de Sonido: Mario Nazoa
- Musicalización: Rómulo Gallegos
- Gerente de Contenidos Dramáticos: Juan Pablo Zamora
- Gerencia de Administración y Logística de Producción de Dramáticos: Antonio Crimaldi
- Gerencia de Post-Producción: Aura Guevara
- Gerencia de Servicios a Producción: Fernando Ferreira
- Gerente de Logística: Ana Carolina Chávez

- Datos: Q9025449